# August Stradal
August Stradal, né le 17 mai 1860 à Teplitz – mort le 13 mars 1930 à Krásná Lípa, est un pianiste et compositeur tchécoslovaque.